# Mario Sánchez Esquivel
Mario Isaías Sánchez Esquivel (Espita, Yucatán; 6 de octubre de 1985), más conocido como Mario Sánchez o la Coqueta es una maestra y política mexicana, miembro del Partido Verde Ecologista de México. Actualmente es presidenta municipal de Espita, tras resultar ganador en las elecciones de 2024.

## Biografía

### Formación académica
Es licenciada en educación primaria por la Benemérita y Centenaria Escuela Normal de Educación Primaria Rodolfo Menéndez de la Peña, obteniendo el grado de licenciatura en el año 2010. Desde 2015 cuenta con una maestría en educación para por parte de la UNID Campus Tizimín.

### Desempeño profesional
Fue director de la Escuela Primaria Rafael Ramírez Castañeda, de la villa de Espita.

## Trayectoria política

### Candidato a la alcaldía de Espita (2024)
Fue candidato a la presidencia municipal de Espita por la coalición formada por el Partido Verde Ecologista de México. Obtuvo un total de 3 299 votos, ganando así las elecciones de 2024.
En 2019 fue reina del carnaval de la comunidad arcoíris en la ciudad de Mérida, Yucatán.
| \| Elecciones de 2024 \| Elecciones de 2024 \| Elecciones de 2024 \| Elecciones de 2024 \| Elecciones de 2024 \| \| ------------------ \| ------------------ \| ------------------ \| ------------------ \| ------------------ \| \| Partido político \| Partido político \| \| Votos \| Votos \| \| PVEM \| PVEM \| \| 3299 \| 3299 \| \| PAN y NA \| PAN y NA \| \| 2899 \| 2899 \| \| MORENA \| MORENA \| \| 2192 \| 2192 \| \| PRI \| PRI \| \| 390 \| 390 \| \| PT \| PT \| \| 96 \| 96 \| \| Fuente: IEPAC[3] \| \| \| \| \| |                  |  |       |       |
| Elecciones de 2024 |                  |  |       |       |
| Partido político | Partido político |  | Votos | Votos |
| PVEM | PVEM             |  | 3299  | 3299  |
| PAN y NA | PAN y NA         |  | 2899  | 2899  |
| MORENA | MORENA           |  | 2192  | 2192  |
| PRI | PRI              |  | 390   | 390   |
| PT | PT               |  | 96    | 96    |
| Fuente: IEPAC |                  |  |       |       |

### Presidente municipal de Espita (2024 - 2027)
Fue electo en las elecciones estatales de 2024 como presidente municipal de Espita, siendo la primera elección ganada por el Partido Verde Ecologista en el municipio de Espita.
| Propietario                   | Suplente                    | Tipo                        |
| ----------------------------- | --------------------------- | --------------------------- |
| Mario Isaías Sánchez Esquivel | José Alfredo Chel Ku        | Mayoría relativa            |
| Lida Beatriz Díaz Gutiérrez   | Maria Guadalupe Tuz Pinzón  | Mayoría relativa            |
| María de Fátima Cordero Cupul | Glendy Asunción Cocom Pech  | Mayoría relativa            |
| Armida María Chávez Canché    | Rosa Leonides Cauich Caamal | Mayoría relativa            |
| Feliciano Ku Huchim           | Víctor Manuel Batún Chan    | Mayoría relativa            |
| María Rosalía Ac Chan         | Landy Margarita Balam Batún | Mayoría relativa            |
| Delio Efraín Ojeda Chuc       | José Mauricio Be Oy         | Mayoría relativa            |
| María Gabriela Canul Nahuat   | Derly Franceli Petul Oy     | Representación proporcional |
| Maricela Pat Chicmul          | Rosa de Jesús Tzuc Kuyoc    | Representación proporcional |
| Angel Gabriel Homa Poot       | Jaime Javier Xuluc Chicmul  | Representación proporcional |
| José Candelario Canul Canul   | José Higinio Ciau Pech      | Representación proporcional |